# اندیس جنوب کوه قلعه جیک
جنوب کوه قلعه جیک یک اندیس فلزی است که در حوالی شهر مشکان استان خراسان قرار دارد و مادهٔ معدنی موجود در آن، مس است.سنگ میزبان این اندیس تراکیت است  در این اندیس، پاراژنز‌های کلسیت یافت می‌شوند.